# Culex sitiens
Espèce
Culex sitiens est une espèce d'insectes diptères, un moustique du genre Culex.